# Сёнай
Сёнай (яп. 庄内町 Сё:най-мати) — посёлок в Японии, находящийся в уезде Хигаситагава префектуры Ямагата. Площадь посёлка составляет 249,26 км², население — 22 055 человек (1 августа 2014), плотность населения — 88,48 чел./км².

## Географическое положение
Посёлок расположен на острове Хонсю в префектуре Ямагата региона Тохоку. С ним граничат города Цуруока, Саката, посёлки Микава, Нисикава и сёла Тодзава, Окура.

## Население
Население посёлка составляет 22 055 человек (1 августа 2014), а плотность — 88,48 чел./км². Изменение численности населения с 1980 по 2005 годы:
| 1980 | 27 798 чел. |  |
| 1985 | 27 458 чел. |  |
| 1990 | 26 705 чел. |  |
| 1995 | 26 251 чел. |  |
| 2000 | 25 489 чел. |  |
| 2005 | 24 677 чел. |  |

## История
Территория нынешнего посёлка Сённай была частью древней провинции Дэва. В начале периода Мэйдзи этот район вошёл в состав уезда Хигаситагава префектуры Ямагата. 1 апреля 1889 года был основан город Амарумэ (яп. 余目町) с созданием современной системы муниципалитетов, а 1 апреля 1937 года — город Карикава (яп. 狩川町). Последний, объединившись с соседними деревнями Киёкава (яп. 清川 и Татиядзава (яп. 立谷), 1 октября 1954 года был переименован в Татикава (яп. 立川町).  1 июля 2005 года Амарумэ и Татикава образовали единый посёлок, получивший название Сёнай.

## Символика
Деревом посёлка считается камелия, цветком — рябчик камчатский, птицей — полевой жаворонок.